# Lubień Kujawski
Lubień Kujawski ist eine Stadt im Powiat Włocławski der Woiwodschaft Kujawien-Pommern in Polen. Sie ist Sitz der gleichnamigen Stadt-und-Land-Gemeinde mit etwa 7400 Einwohnern.

## Geschichte
Nach dem Überfall auf Polen wurde Lubień 1939 in Liebstadt und 1943 in Lubenstadt umbenannt. Bis 1945 gehört es zum Landkreis Leslau, Reichsgau Wartheland im Regierungsbezirk Hohensalza.

## Gemeinde
Zur Stadt-und-Land-Gemeinde (gmina miejsko-wiejska) Lubień Kujawski gehören die Stadt selbst und 27 Dörfer mit Schulzenämtern.
Bürgermeister ist Marek Wiliński, der 2018 bei den Kommunalwahlen in seinem Amt bestätigt wurde.

### Verkehr
Die Ortschaft Kaliska hat einen Bahnhof, die Ortschaften Rutkowice und Wiktorowo haben Haltepunkte an der Bahnstrecke Kutno–Piła.